# Kreisgericht Trzemeszno
Das Kreisgericht Trzemeszno war von 1849 bis 1878 ein preußisches Kreisgericht mit Sitz in Trzemeszno.

## Geschichte
In Trzemeszno bestand bis 1849 das Land- und Stadtgericht Trzemeszno. Nach der Märzrevolution wurde dieses Gericht aufgehoben und in der ganzen Provinz Posen einheitlich Kreisgerichte gebildet. In Trzemeszno entstand so das Kreisgericht Trzemeszno. Es war eines von neun Kreisgerichten im Sprengel des Appellationsgerichts Bromberg. In Czarnikow und Filehne wurden Gerichtskommissionen eingerichtet.
Der Sprengel des Kreisgerichts Trzemeszno umfasste den Kreis Mogilno mit den Städten Gembitz, Kwieciszewo, Mogilno, Pakosch, Rogowo, Trzemeszno und Wilatowen mit 37.454 Gerichtseingesessenen (1861). Das Kreisgericht Gnesen war das zuständige Schwurgericht für das Kreisgericht Trzemeszno. Gerichtstage wurden in Gostombka, Mogilno und Pakosch gehalten. Das Gericht bestand aus einem Direktor und sieben Kreisrichtern.
Im Rahmen der Reichsjustizgesetze wurde das Gerichtswesen in Deutschland 1879 vereinheitlicht. Damit wurde das Kreisgericht Trzemeszno aufgehoben und das königlich preußische Amtsgericht Tremessen mit Wirkung zum 1. Oktober 1879 als eines von sechs Amtsgerichten im Bezirk des Landgerichtes Gnesen als Nachfolger gebildet.